# Kernascléden
Kernascléden település Franciaországban, Morbihan megyében. Lakosainak száma 418 fő (2022. január 1.). Kernascléden Saint-Caradec-Trégomel, Lignol, Inguiniel és Berné községekkel határos.

## Népesség
A település népességének változása:
| Lakosok száma | 468  | 434  | 382  | 379  | 460  | 422  | 398  | 384  | 395  | 418  |
|               | 1968 | 1982 | 1990 | 2006 | 2013 | 2015 | 2017 | 2019 | 2020 | 2022 |